# Alexander Harvey II

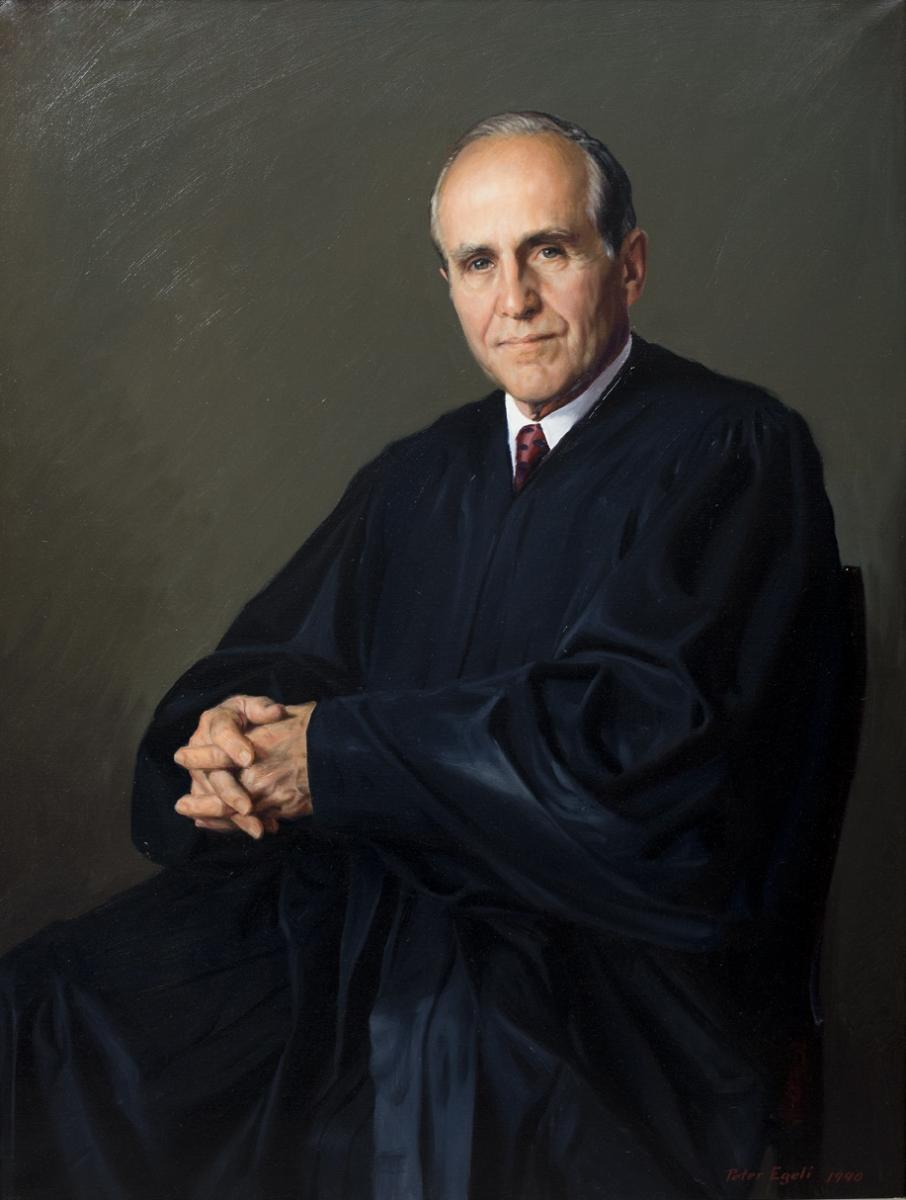
Alexander Harvey II

Alexander Harvey II (Baltimore (Maryland), 1923 - aldaar, 4 december 2017) was een Amerikaans federale rechter.
Tussen 1943 en 1946 ging Harvey in dienst bij het Amerikaanse leger. Hij behaalde in 1947 zijn Bachelor of Arts aan de Yale-universiteit. Drie jaar later rondde hij zijn rechtenstudie af aan de Columbia Law School, waar hij een Bachelor of Laws behaalde.
In 1966 nam Harvey plaats in het federale hof van Maryland (United States District Court for the District of Maryland). Op 9 september 1966 werd hij door Lyndon B. Johnson voorgedragen om de zetel van de vertrekkende Harrison L. Winter in te nemen. Van 1986 tot 1991 was hij werkzaam als hoofdrechter. Op 8 maart 1991 verkreeg hij de senior status.
Hij werd 94 jaar.